# Cho-Liang Lin
Cho-Liang Lin (* 29. Januar 1960 in Hsinchu) ist ein US-amerikanischer Violinist taiwanischer Herkunft.

## Leben
Der Sohn eines Atomphysikers begann seine Violinausbildung im Alter von fünf Jahren. Im Alter von zwölf Jahren ging er nach Australien, wo er drei Jahre in Sydney bei Robert Pikler studierte. Danach war er an der Juilliard School of Music Schüler von Dorothy DeLay. 1979 debütierte er in der New Yorker Avery Fisher Hall. Sein Debüt in Europa hatte er 1981 unter André Previn in London.
Danach begann seine internationale Karriere; er spielte mit praktisch allen bedeutenden Orchestern der USA, Europas und in Fernost. Lin unterrichtet an der Juilliard School of Music, seit 1995 ist er Mitglied der amerikanischen Chamber Music Society. 1997 gründete er das Taipeh International Music Festival, das bedeutendste klassische Musikfestival Taiwans. Musical America bestimmte ihn 2000 zum Instrumentalisten des Jahres; zweimal wurde er für einen Grammy nominiert.
Lin setzt sich besonders für zeitgenössische Musik ein und spielte Uraufführungen von Werken der Komponisten Tan Dun, Christopher Rouse und Esa-Pekka Salonen.

## Diskographie (Auswahl)
- Johannes Brahms: Streichsextette op. 18 und 36
- Aaron Jay Kernis: Air/Double Concerto/Lament & Prayer
- Felix Mendelssohn Bartholdy: Greatest Hits
- Wolfgang Amadeus Mozart: Sinfonia Concertante, Concertone
- Jean-Joseph Mouret, Jeremiah Clarke u. a.: Gabriel's Garden
- Camille Saint-Saëns: Concertos
- Franz Schubert, Luigi Boccherini: Quintette
- Jean Sibelius, Carl Nielsen: Violinkonzerte
- Igor Strawinski, Sergei Prokofjew: Violinkonzerte
- Tan Dun: Death and Fire
- Pjotr Tschaikowski, Anton Arenski: Klaviertrios
- Carl Maria von Weber: Kammermusik